# Калье-є Амаран
Калье-є Амаран (перс. قلعه عمران) — село в Ірані, у дегестані Базарджан, у Центральному бахші, шагрестані Тафреш остану Марказі. За даними перепису 2006 року, його населення становило 0 осіб.